# Zuringspanner
De zuringspanner (Lythria cruentaria) is een vlinder (een zogenaamde dagactieve nachtvlinder) uit de familie Geometridae, de spanners. De spanwijdte bedraagt tussen de 20 en 26 millimeter.
De vlinder leeft in twee tot drie generaties per jaar van april tot en met september. De rups heeft veld- en schapenzuring als waardplant. De zuringspanner is in Nederland en België een algemene soort, die op zandgrond voorkomt.

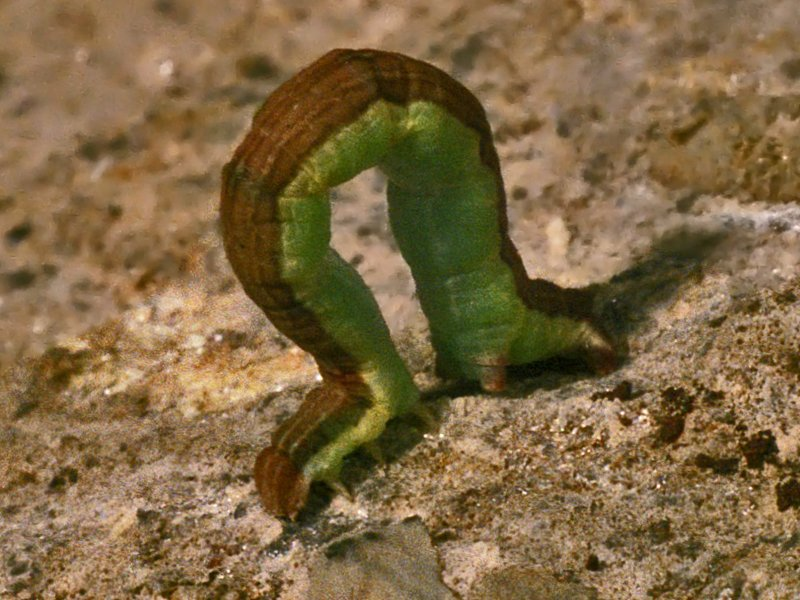
Rups